# Euglossa cordata
Euglossa cordata är en biart som först beskrevs av Linnaeus 1758.  Euglossa cordata ingår i släktet Euglossa, tribus orkidébin, och familjen långtungebin. Inga underarter finns listade.